# Generalni konzulat Republike Slovenije v Celovcu
Generalni konzulat Republike Slovenije v Celovcu je diplomatsko-konzularno predstavništvo Republike Slovenije s sedežem v Celovcu (Avstrija). 
V njegovo pristojnost spadajo avstrijske zvezne dežele Koroška, Solnograška, Tirolska in Predarlska. 
Trenutni generalni konzul je dr. Anton Novak.